# Miss São Paulo 2016
Miss São Paulo 2016 foi a 61ª edição do tradicional concurso de beleza feminina do Estado que tem como intuito selecionar dentre várias candidatas, a melhor, para que esta possa representar sua cultura e beleza no certame de Miss Brasil 2016. O evento é produzido pela Floresta Produções sob direção de Karina Ades e supervisão da Be Emotion, empresas detentoras da etapa nacional. O concurso foi transmitido para todo o Brasil e mundo pela Rede Bandeirantes e pela Band.com.br respectivamente. Jéssica Voltolini, detentora do título do ano passado, coroou sua sucessora ao título no final do certame. A atriz e cantora Mariana Rios e o ator Cássio Reis comandaram o evento, que teve a participação do grupo Sax in the Beat e da cantora Priscila Brenner. A vitoriosa da noite foi a Miss Caconde, Sabrina Paiva.

## Resultados

### Colocações
Entre as grandes novidades dessa edição foi a parceria com o Twitter que permitiu que o público participasse ativamente da disputa. Desta vez, além de votar pelo site (band.com.br/misssaopaulo) os espectadores também puderam escolher a candidata pelo Twitter oficial da Band, por meio da hashtag "ganha + o nome da cidade". A soma dos votos das duas plataformas elegeu a 15ª candidata a disputa ao título.

A fase final da premiação também contou com o público, que pôde enviar perguntas para as cinco finalistas na entrevista classificatória, utilizando a hashtag "MissSP + pergunta".

| Posição                 | Município e candidata |
| Miss São Paulo          | - Caconde - Sabrina Paiva |
| 2º. Lugar               | - Ribeirão Preto - Marina Lemos |
| 3º. Lugar               | - Americana - Tayná Correia |
| (TOP 05) Finalistas     | - Ribeirão Pires - Fernanda Alves - São Paulo - Marjorie Bresler |
| (TOP 10) Semifinalistas | - Indaiatuba - Nathália Quirino - Jundiaí - Carem Sibikoski - Limeira - Beatriz Camargo - Piracicaba - Graciele Di Monaco - Sumaré - Alice Silva                      |
| (TOP 15) Semifinalistas | - Artur Nogueira - Natália Souza - Ferraz de Vasconcelos - Lorena Zamberlan - Guarulhos - Iara Oliveira - Santo André - Nathália Pastoura - Suzano - Natália Fabrizzi |

### Prêmios Especiais
- A miss eleita pelo voto popular integrou automaticamente o Top 15. [3]

| Colocação          | Candidata                        |
| Miss Be Emotion    | - Araras - Daiane Teixeira       |
| Miss Voto Popular  | - Artur Nogueira - Natália Souza |
| Miss Desafio Ellus | - Guarulhos - Iara Oliveira      |

### Prêmio Extra-Oficial

#### A Preferida do EGO
Trata-se geralmente de enquetes independentes realizadas durante o concurso que expressam a opinião pública, porém sem nenhuma relação com a organização do Miss São Paulo.

- Votação aberta pelo portal EGO, da Globo: [4]

| Colocação | Candidata                  |
| 1         | - Itirapina - Ana Carolina |
| 2         | - Caconde - Sabrina Paiva  |
| 3         | - Franca - Bruna Gonçalves |

### Ordem dos Anúncios
| 1. Ferraz de Vasconcelos 2. Guarulhos 3. Ribeirão Pires 4. Santo André 5. São Paulo 6. Suzano 7. Americana 8. Caconde 9. Indaiatuba 10. Jundiaí 11. Limeira 12. Piracicaba 13. Ribeirão Preto 14. Sumaré 15. Artur Nogueira | 1. Americana 2. Caconde 3. Indaiatuba 4. Jundiaí 5. Limeira 6. Piracicaba 7. Ribeirão Preto 8. Sumaré 9. São Paulo 10. Ribeirão Pires | 1. Ribeirão Preto 2. Ribeirão Pires 3. Caconde 4. Americana 5. São Paulo | 1. Americana 2. Ribeirão Preto 3. Caconde |

## Resposta Final
Questionada pelo jornalista João Batista Jr sobre qual matéria ela adicionaria à grade curricular educacional, a vencedora respondeu:
| “ | Boa Noite, boa noite São Paulo, boa noite Caconde! A matéria que eu escolheria seria a cultura e sua importância na sociedade. | ” |

## Jurados

### Final
Avaliaram as candidatas na final televisionada: 
1. Amir Slama, estilista;
2. Talytha Pugliesi, modelo;
3. Gui Paganini, fotógrafo;
4. Samira Carvalho, top model;
5. Taciele Alcolea, blogueira;
6. Cris Tamer, blogueira;
7. Fábio Bibancos, cirurgião-dentista;
8. Dani Ueda, stylist;
9. Mauro Freire, hair stylist.
10. João Batista Jr, jornalista da Veja SP.

### Técnicos
Avaliaram de perto às candidatas, os jurados: 
1. Rodrigo Toigo, diretor fashion da Ford Models;
2. Carlos Pazetto, jurado em três edições do Brazil's Next Top Model;
3. Kika Brandão, stylist.

## Programação Musical
Músicas que foram tocadas durante as etapas do concurso:
- Abertura: Can't Feel My Face de The Weeknd - Coreografia por Paula Bonadio & Ballet.

- Desfile de Maiô: What Do You Mean? de Justin Bieber & Sugar de Maroon 5 por Priscila Brenner (Ao vivo).

- Desfile de Biquini: All I Wanna Do de Sheryl Crow por Sax in the Beat (Ao vivo)

- Desfile de Gala: Get Lucky (Instrumental) de Daft Punk com Pharrell Williams.

- Despedida: Can't Help Falling In Love de Elvis Presley.

## Candidatas

### Oficiais
Passaram na seletiva do dia 03 de Maio: 
| - Americana - Tayná Correia - Araras - Daiane Teixeira - Artur Nogueira - Natália Souza - Caconde - Sabrina Paiva - Campinas - Vanessa Chaves - Diadema - Bruna Rodrigues - Divinolândia - Marcela Melo - Ferraz de Vasconcelos - Lorena Zamberlan - Franca - Bruna Gonçalves - Guarulhos - Iara Oliveira - Indaiatuba - Nathália Quirino - Itirapina - Ana Carolina Silva - Jaboticabal - Giovana Nolasco - Jaú - Mônica Rosa - Jundiaí - Carem Sibikoski | - Limeira - Beatriz Camargo - Marília - Carolina Belfante - Piracicaba - Graciele Di Monaco - Poá - Hildelane Carvalho - Porto Feliz - Laís Carvalho - Presidente Prudente - Bianca Videira - Promissão - Isabella Domingues - Ribeirão Pires - Fernanda Alves - Ribeirão Preto - Marina Lemos - Santo André - Nathália Pastoura - São Carlos - Mirella Moreira - São Paulo - Marjorie Bresler - Sumaré - Alice Silva - Suzano - Natália Fabrizzi - Vinhedo - Verônica Antoniol |

## Dados das Candidatas
| - Americana: Cursando o terceiro ano de engenharia de produção, Tayná Correia se divide entre os estudos de alemão. Se preparou para o Miss São Paulo com pilates e academia, trabalha como modelo e ainda ajuda os pais na pizzaria da família. - Araras: Representante de Porto Feliz em 2011, Daiane Teixeira de 24 anos é esteticista e decidiu emagrecer dois quilos e reduzir várias medidas para o padrão do certame estadual. Ela se diz mais confiante este ano do que em 2011. - Artur Nogueira: Veterana em concursos de beleza desde os 8 anos de idade, Natália Souza, de apenas 19 anos estuda fisioterapia e pediu demissão da loja em que trabalhava para se dedicar às rotinas de preparação para o concurso. - Caconde: De uma pequena cidade do interior, Sabrina Paiva chegou ao concurso com patrocínio de comerciantes de sua cidade. Cursando publicidade e propaganda, a jovem de 20 anos se divide entre as cidades de Caconde, Rio Pardo e Guaxupé. - Campinas: Pau pra toda obra, Vanessa Araújo já foi locutora de rádio em Tarauacá, no Acre, onde morava. A modelo já trabalhou como frentista, vendedora ambulante e fez até curso de mecânica. Para o concurso, perdeu 15 quilos em dois meses. - Diadema: Bruna Rodrigues diz que já sofreu bullying quando tinha 15 anos de idade, simplesmente por ser "esquisita". Hoje é formada em publicidade e atualmente trabalha com o pai em uma empresa de comércio exterior. - Divinolândia: Marcela Melo de 25 anos foi descoberta por uma coordenadora municipal pelo seu perfil no instagram. Ela nunca se imaginou participando de um concurso de beleza, tanto que é o seu primeiro. É formada em veterinária. - Ferraz de Vasconcelos: A maringaense Lorena Zamberlan de 21 anos, decidiu tentar a carreira de atriz em São Paulo há poucos meses. Evangélica e filha de pastora, Lorena participa de concursos de beleza desde os 15 anos e diz que nunca desanimou. - Franca: Bruna Gonçalves, 19 anos e estudante de administração, sempre sonhou em ser miss. Curiosamente foi coroada por sua amiga de infância, a Miss Franca 2015. Sem nenhuma plástica, ela afirma que gostaria de “ficar natural para sempre”. - Guarulhos: Observadora, Iara Oliveira de 20 anos já foi jogadora profissional de futebol feminino na adolescência. Escritora assídua de crônicas, escolheu o jornalismo como profissão devido ao seu amor pela escrita. | - Indaiatuba: Estudante de arquitetura, Nathália Quirino de 21 anos diz querer ser um exemplo para candidatas negras em concursos de beleza. Hoje é curada de bulimia e anorexia, doenças que teve com 14 anos de idade. - Itirapina: Ana Carolina Silva de Oliveira, de 18 anos, é a primeira Miss Itirapina. Ela estuda pedagogia e abandonou um emprego em um pet shop para se dedicar integralmente ao concurso. Se ganhar, voltará de helicóptero para sua cidade. - Jaboticabal: Giovana Nolasco de 25 anos é professora de inglês e está no primeiro ano de engenharia civil. Quase desistiu da competição por conta do ciúmes do namorado. Quer promover seu certame municipal. - Jaú: Mônica Cristina Rosa, de 23 anos assumiu o título municipal após a desclassificação da vencedora, por não possuir o ensino médio completo. Formada em produção industrial, ela trabalha como vendedora de seguros de automóvel. - Jundiaí: Primeira do lado materno de sua família à cursar ensino superior, Caren Sibikoski não esperava estar entre as trinta semifinalistas do estadual. Ela cursa engenharia civil em uma sala com 85 homens e apenas 12 mulheres. - Limeira: Filha e sobrinha de misses, Ana Beatriz Camargo de 18 anos estuda o primeiro semestre de administração e trabalha desde os 15 anos como modelo. Nunca foi pressionada pela mãe para ser miss de sua cidade. - Marília: Maria Caroline Belfante sempre foi fã dos livros da autora Clarice Lispector, o que despertou seu interesse por fazer faculdade de Filosofia. Ela ainda pretende cursar mestrado ou doutorado na área de filosofia da estética ou da arte. - Piracicaba: Graciele Di Monaco de 21 anos é modelo, trabalha na padaria da família e se formou em gestão empresarial. Há dois meses resolveu fazer terapia para lidar com a timidez, que segundo ela, a prejudicaria durante o confinamento. - Poá: A piauiense Hildelane (Hilde, como prefere) Carvalho de 23 anos é cozinheira de mão cheia. Modelo desde os 15 anos, ela desistiu de um trabalho de três meses no México para participar do Miss São Paulo. - Porto Feliz: É a primeira vez que Laís Poliana de Carvalho viaja sozinha desde que venceu o municipal. Ela estuda engenharia civil foi vítima de uma grave disfunção renal que a levou a ficar internada durante quatro dias em uma UTI. | - Presidente Prudente: Com 21 anos e estudante de administração, Bianca Florentino Videira participou de seu primeiro concurso aos 16 anos de idade. Ela afirma que nem tudo é glamour, viajou oito horas de ônibus para chegar ao concurso. - Promissão: Trabalhando como dentista na capital, Isabella Lorraine Domingues de 24 anos se tornou a primeira miss do seu município. Para ela, a candidatura ao título estadual era surreal, pois não se via competindo pela coroa. - Ribeirão Pires: Vegetariana à dois anos, Fernanda Alves Santos ama os animais e abandonou o desejo por comer carna após fazer um curso de auxiliar de veterinária e trabalhar como voluntária na ONG Clube dos Vira-Latas. - Ribeirão Preto: Marina Lemos só chegou ao Miss São Paulo por causa do namorado, com quem está há dois anos. O casal estuda odontologia na USP (Universidade de São Paulo) de Ribeirão Preto e tem planos de abrir um consultório em sociedade. - Santo André: Nathália Pastoura de 22 anos estuda moda e trabalha como consultora de imagem. Aos 17 anos na platéia do Programa Silvio Santos, foi surpreendida pelo apresentador ao saber que daria uma "bela Miss Brasil". - São Carlos: Mirela Fernanda Moreira, de 23 anos odeia acadamia. A solução foi escolher outra atividade, que a deixasse mais feliz e animada em continuar: a corrida. Ela cortou doces, refrigerantes e diminiu porções para emagrecer. - São Paulo: Representante da capital, Marjorie Bresler tem 24 anos e se forma ainda esse ano em publicidade. Diz-se manter em forma com a prática habitual de seus hobbies: stand up paddle, long board e cross fit. - Sumaré: Dona de uma personalidade forte, Alice Silva diz que o mais difícil durante a competição será não ter a mãe à assistindo da platéia, pois mora em Minas Gerais. Participou de seu primeiro concurso em 2012. - Suzano: Nathália Fabrizzi de 22 anos praticou balé por 14 anos. Enóloga, ela diz que se apaixonou por essa profissão devido à vontade de viajar e conhecer novas culturas. Promete comemorar a futura vitória com um bom vinho. - Vinhedo: Sonhando em ser miss desde pequena, Verônica Antoniol, de 23 anos está no último ano de arquitetura. Precisou convencer o pai para participar do concurso. Segundo ela, o jogador David Luiz é quem merece sua admiração. |

## Seletiva
Participaram da seletiva as candidatas de: 
| - Americana - Tayná Pereira - Aguaí - Fabiana Moraes - Agudos - Izabela Costa - Araras - Daiane Teixeira - Artur Nogueira - Natália Souza - Atibaia - Flávia Menegheti - Bauru - Sarita Bérgamo - Bebedouro - Lorrany Gomes - Cabreúva - Flávia Oliveira - Caconde - Sabrina Paiva - Cajamar - Ellem Fernandes - Campinas - Vanessa Chaves - Campo Limpo Paulista - Letícia Poletti - Cordeirópolis - Nailiene Maiara - Cravinhos - Fiama Santos - Diadema - Bruna Rodrigues - Divinolândia - Marcela Melo - Dracena - Laura Moreira - Franca - Bruna Gonçalves - Ferraz de Vasconcelos - Lorena Zamberlan - Guariba - Amanda Andrade - Guarulhos - Iara Oliveira | - Guarujá - Victória Luíza - Ilhabela - Larissa Iwantschuk - Ibaté - Juliana Pante Souza - Indaiatuba - Nathália Quirino - Itapetininga - Aline Trombini - Itirapina - Ana Carolina Silva - Itu - Mayara Leonardi - Itupeva - Joyce Pereira - Jaboticabal - Giovana Nolasco - Jacareí - Rafaela Luna - Jarinu - Thaís Bueno - Jaú - Mônica Rosa - Jundiaí - Carem Sibikoski - Limeira - Ana Beatriz Camargo - Mairiporã - Rebecca Sá - Marília - Carolina Belfante - Nhandeara - Amanda Venceslau - Pedreira - Whiny Fernandes - Pindamonhangaba - Júlia Vargas - Piracicaba - Gracieli Nogueira - Pitangueiras - Caroline Francisco - Poá - Hilde Carvalho | - Porto Feliz - Laís Carvalho - Presidente Prudente - Bianca Videira - Promissão - Isabella Domingues - Ribeirão Pires - Fernanda Alves - Ribeirão Preto - Marina Lemos - Rio Grande da Serra - Sarah Regina - Santo André - Nathália Pastoura - Santos - Thainá Lopes - São Bernardo do Campo - Juliana Acácio - São Carlos - Mirella Moreira - São José dos Campos - Yasmin Silva - São Paulo - Marjorie Bresler - Socorro - Bárbara Borges - Serrana - Gabriela Ortiz - Sumaré - Alice Silva - Suzano - Natália Fabrizzi - Taquaritinga - Letícia Lopes - Tatuí - Bruna Rodrigues - Taubaté - Mayara Yanase - Várzea Paulista - Ketylaine Ferreira - Vinhedo - Verônica Antoniol |

## Histórico
Candidatas em outros concursos:
| Miss São Paulo - 2011: Araras - Daiane Teixeira - (Representando o município de Porto Ferreira) Miss São Paulo Intercontinental - 2016: Pedreira - Whiny Fernandes - (Representando o município de Pedreira) | Miss São Paulo Global Teen - 2012: Sumaré - Alice Silva (Vencedora) - (Representando o município de Sumaré) Miss Brasil Global Teen - 2012: Sumaré - Alice Silva (3º. Lugar) - (Representando o Estado de São Paulo) |